# 王友賢
王友賢（1526年—1600年），字希堯，號復齋，山西太原府石州寧鄉縣人，軍籍，明朝政治人物。

## 生平
嘉靖三十一年（1552年）壬子科山西鄉試第五十一名舉人，三十八年（1559年）中式己未科會試第二百九十五名，三甲第三十五名進士。歷官陝西長安縣知縣、山西曲周縣知縣，四十四年十一月選授湖廣道試監察御史，隆慶初巡按直隸、兼巡關，隆慶六年三月升大理寺右寺丞，萬曆二年三月升大理寺右少卿，八月升左少卿，三年四月升南京光祿寺卿，四年三月改北京光祿寺卿，十月升太常寺卿，六年八月升大理寺卿，八年九月升工部右侍郎。
萬曆二十二年二月起復為南京工部右侍郎，六月改任北京工部右侍郎，十五年升南京戶部尚書，十七年十月堅辭乞歸，遂准致仕。二十八年卒，二十九年二月賜祭葬，贈太子少保。

## 家族
曾祖王齡；祖父王英；父王用，義官。嫡母張氏；生母田氏。慈侍下。